# Radiophare
Pour les articles homonymes, voir Balise.

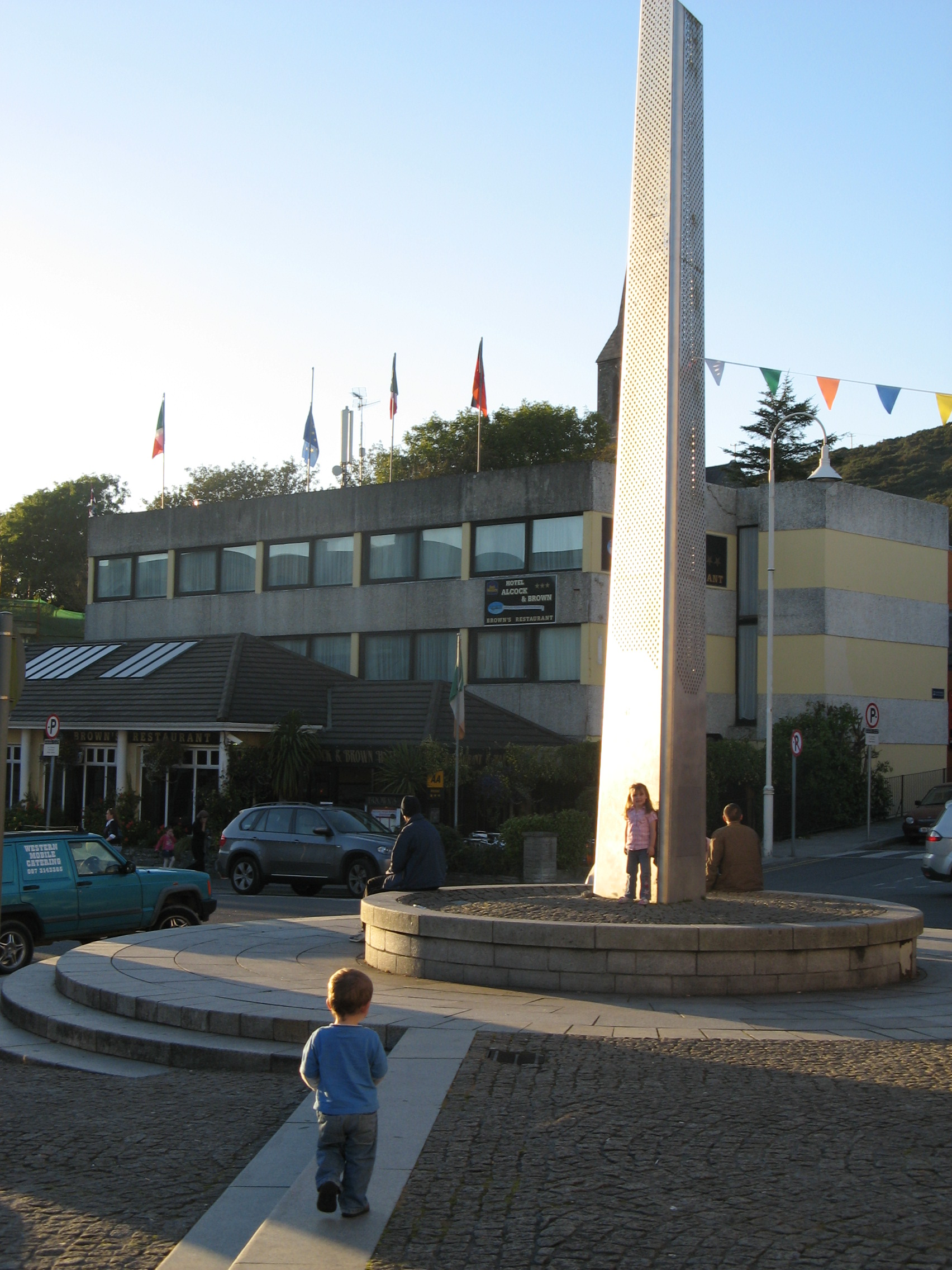
The beacon, monument évoquant une balise, à Clifden.

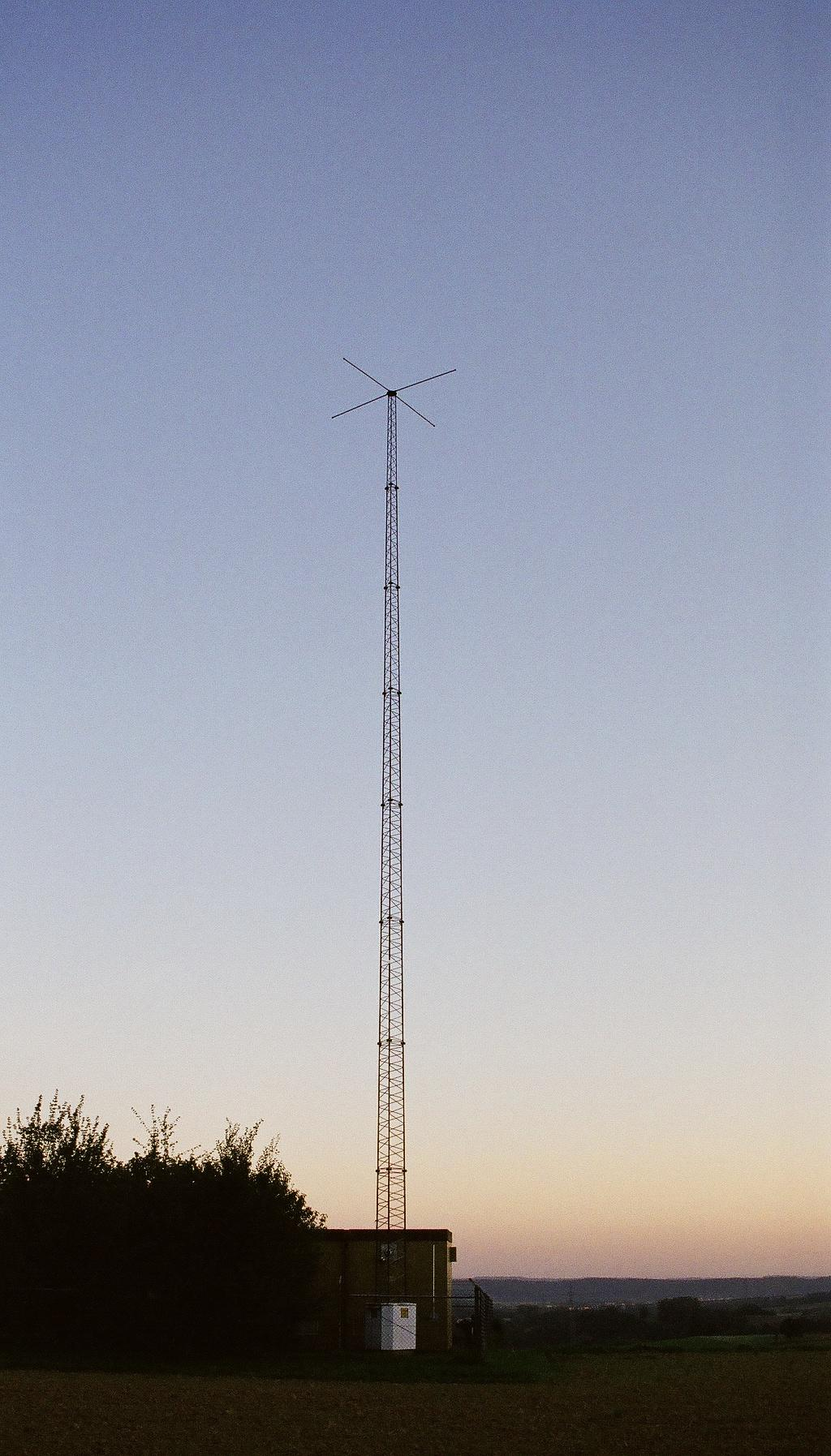
Radiophare

Un radiophare, ou radiobalise, ou balise radio, est un émetteur radio situé en un lieu connu, qui émet un signal radio continu ou périodique contenant une quantité limitée d'information (par exemple une information d'identification ou sa position) sur une fréquence radio donnée. Il peut être implanté sur une station terrestre, un bateau-feu ou une plate-forme en mer. Parfois, la fonction de balise est combinée avec une autre transmission, comme des données de télémesure ou des informations météorologiques.
Les balises radio possèdent de nombreuses applications, notamment la navigation marine ou aérienne, l'étude de la propagation et l'identification par radio (RFID).

## Balises pour la navigation
La mesure du relèvement, la radiogoniométrie, est effectuée par un récepteur radio, appelé radiogoniomètre ou radiocompas, qui est muni d'une antenne très directive qui fournit le gisement (l'azimut si le récepteur est couplé à un gyrocompas) d'arrivée de l'émission du radiophare ou de la radiobalise.
De l'azimut mesuré, on déduit un lieu de position.
Cette méthode de radionavigation, relativement peu précise (erreurs instrumentales et anomalies de propagation), a perdu de son intérêt avec le développement des systèmes de positionnement par satellites. Les radiophares directionnels restent néanmoins utiles, et particulièrement répandus, surtout en aéronautique.

### Historique
En France, Camille Tissot, officier de marine, s'intéresse à la télégraphie sans fil dès les années 1890. Il tente en 1898 la première liaison radio opérationnelle française en mer entre le navire école « Borda » et le sémaphore du Parc aux Ducs à Brest, distants de 1 800 mètres; le résultat positif, lui permet de continuer ses recherches. En septembre 1899, il relie pour la première fois deux phares, le Stiff d'Ouessant et le phare de l'Île Vierge (en construction), distants de 23 milles, par TSF d'une longueur d'onde de 600 mètres. En 1903, l'ingénieur André Blondel et l'armée, depuis un bateau, parviennent à déterminer la position d'un émetteur à terre, en utilisant des techniques de radiogoniométrie. 
Le principe des radio phare découle de ces expériences : un bateau pourra, en déterminant la position de plusieurs sources radio, déterminer sa propre position. Cette technique est bien plus efficace que l'emploi de signaux sonores, au comportement erratique selon les turbulences de l'atmosphère.
En juin 1911, les premiers radio-phares sur les côtes françaises reçoivent leurs indicatifs radios. Ces quatre premiers radio-phares automatiques balisaient l'entrée du port de Brest : le radio-phare de l'île de Sein avait l'indicatif radio S •••, sur l'île d’Ouessant le phare du Stiff avait l'indicatif radio O ---, et les deux autres radio-phares balisaient l'entrée du port du Havre. Ils travaillaient sur la longueur d’onde de 80 mètres à 150 mètres (2 MHz à 3,5 MHz) par émetteur à ondes amorties, avaient une portée radio inférieure à 60 km et étaient peu précis. 
De nouveau radiophares sont installés, comme celui du Phare du cap Gris-Nez en 1920, puis le bateau-feu Sandetié, le phare de Boulogne, le phare de Ver-sur-Mer, le phare de Goulphar, le phare de l'île d'Yeu, le phare des Baleines, le phare de la Coubre, le phare du Cap-Ferret et le phare du cap d'Arme. Après la seconde guerre mondiale, des radiophares sont largement utilisés.
Depuis 1970, en plus de la bande des radiophares: 283,5 à 325 kHz, la bande comprise de 325 kHz à 405 kHz est affectée aux radiophares aéronautiques.
Les radiophares en mer sont devenus petit à petit obsolètes, particulièrement avec l'arrivée du GPS, plus précis. En 1994, seuls 2 % des usagers déclaraient encore utiliser les radiophares.

### Types de radiophares
On distingue les radiophares selon leur usage, maritime ou aéronautique, et selon leur mode d'émission. Un radiophare aéronautique peut être utilisé en navigation maritime, mais avec précaution, car ses caractéristiques peuvent être modifiées sans préavis, et seulement s'il est implanté en bord de mer car les ondes sont déviées au passage de la côte.
Une radiobalise est un radiophare qui travaille à puissance plus faible (et a donc une portée moindre).
- radiophares circulaires : le signal est omnidirectionnel. Ils émettent, en moyenne fréquence (MF) entre 283,5 et 325 kHz, un signal qui comprend leur indicatif, pour identification, et un trait continu pour la mesure. La plupart des radiophares maritimes sont circulaires. Voir Balise non directionnelle.
- radiophares directionnel : ils permettent de naviguer à relèvement constant dans un chenal maritime ou une route aérienne d'approche. Ils émettent généralement en MF.
- radiophares directionnels VHF (très haute fréquence) : il émet en modulation de fréquence un signal tournant qui peut être reçu par un récepteur VHF de bord. Le navire n'a pas besoin d'antenne directive : on compte le nombre d'impulsions entre le début du cycle et l'extinction du signal.
- radiophares tournants : ils émettent en HF et ont un fonctionnement analogue aux radiophares directionnels VHF.
- le VOR est un radiophare aéronautique travaillant en VHF.

### Les radiogoniomètres
Les ondes radioélectriques se propagent à la surface de la terre selon une orthodromie. En toute rigueur, l'azimut d'arrivée de l'onde mesurée par le récepteur n'est donc pas le relèvement de l'émetteur.
Le lieu des points, d'où l'on relève une station à un azimut {\displaystyle Z_{o}\,} donné, est la courbe d'égal azimut. La courbe d'égal azimut est la symétrique de l'orthodromie par rapport à la loxodromie entre le récepteur et l'émetteur.
Pratiquement :
- pour une distance de l'émetteur inférieure à 50 nautiques : la loxodromie et l'orthodomie sont confondues et on porte directement le relèvement {\displaystyle Z_{o}\,} depuis la station.

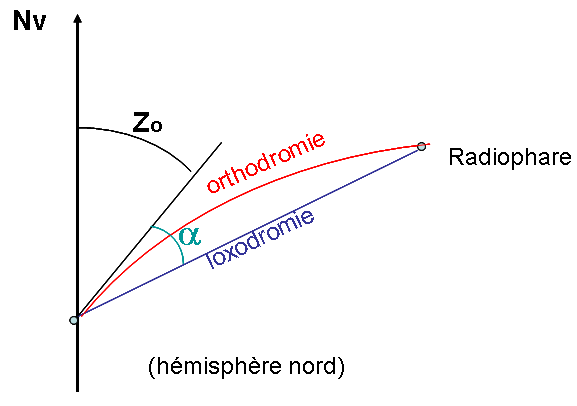

- à plus de 50 nautiques et dans les latitudes élevées, il faut corriger le relèvement de la correction de Givry, {\displaystyle \alpha \,} :

{\displaystyle \alpha ={\frac {G_{S}-G_{e}}{2}}\sin {\frac {\varphi _{S}+\varphi _{e}}{2}}}
avec {\displaystyle (\varphi _{S},G_{S})\,}, les coordonnées de la station et {\displaystyle (\varphi _{e},G_{e})\,}, celles du point estimé
le lieu est alors la loxodromie orientée à : {\displaystyle Z=Z_{o}+\alpha \,} ; {\displaystyle \alpha \,} est à porter dans le sens convenable en considérant que l'orthodromie est toujours courbée vers le pôle de l'hémisphère dans lequel on se trouve.

## Autres utilisations

### Balises d'étude de la propagation
Une balise d'étude de la propagation est conçue pour étudier la propagation des signaux radio. La grande majorité d'entre elles sont mises en place par des radioamateurs.

### Balises à lettres uniques
Une balise à lettre unique émet en permanence une lettre en morse sur une fréquence donnée. Des groupes de balises à lettres uniques ont été identifiées sur diverses fréquences HF. Il n'existe pas d'informations officielles disponibles sur ces émetteurs, et ils ne sont pas enregistrés auprès de l'UIT.

### Balises spatiales et satellites
Des balises sont également embarquées dans les satellites. Un satellite possède une ou plusieurs balises (généralement sur une fréquence fixe) dont l'objectif est double : transmettre des informations de télémesure et permettre de localiser le satellite (azimut et élévation) dans le ciel.
Une balise a été laissée sur la lune par la mission Apollo 17 : elle émettait des informations de télémesures sur 2 276,0 MHz

### Balises des bouées des filets dérivants
Les bouées radio des filets dérivants sont abondamment utilisées par les bateaux de pêche. Elles sont utilisées pour relever les lignes et les filets, à l'aide de radiogoniomètres. Selon leur fabricant , elles émettent sur 1600-2 850 kHz avec une puissance de 4 à 15 W.
Certaines d'entre elles disposent d'un mécanisme d'appel sélectif : elles ne répondent que si elles sont appelées par leur propre flotte. Cela permet d'empêcher que les filets ne soient emportés par d'autres pêcheurs, et réduit la consommation électrique.

### Balises de détresse
Les radiobalises de localisation des sinistres émettent un signal de détresse quand elles sont activées. Elles sont alors reçues (dans la bande 406 MHz 406,1 MHz) et localisées par le système de satellite de secours Cospas-Sarsat avec pour fonction de déclencher l'alerte. Elles peuvent alors être reçues et localisées sur 121,500 MHz par triangulation par les équipes de recherche et sauvetage dépêchées sur le lieu donné par le système Cospas-Sarsat.

### Balises Marker
Le radioborne Marker utilisé dans l’aéronautique permettant au pilote de déterminer a quelle distance est le début de la piste d'atterrissage.